# Філіппос Пліацікас
Філіппос Пліацікас (грец. Φίλιππος Πλιάτσικας) — грецький музикант, співак, автор лірики та композитор; колишній фронтмен гурту Pyx Lax, нині виступає сольно.

## Творча біографія
Філіппос Пліацікас народився в Афінах, куди батьки переїхали із селища Агіа у Центральній Греції та оселились в одному з найбідніших районів міста Камінія. Музикою почав займався з 12 років. Був знайомий із Бабісом Стокасом, Маносом Ксудасом. Найбільший вплив на Пліацікаса в ранні роки мали гурт Pink Floyd та Iron Maiden, а пізніше — музика Мікіса Теодоракіса та Йоргоса Далараса. Поєднання їх музики значною мірою сформувало звучання Pyx Lax, одним із засновників якого Пляцікас став 1989 року. У його складі співав такі хіти, як «I Palies Agapes Pane Sto Paradeiso», «Monaxia Mou Ola» «Epapses Agapi Na Thimizeis» та інші. Його сольна кар'єра розпочалася 2004 року після розпаду гурту, а сольні альбоми мали значний успіх в Греції, здобувши золотий та платиновий статус.
За роки музичної кар'єри Філіппос Пляцікас співпрацював із гуртом R.E.M. та такими артистами, як Стінг, Ерік Бурдон, Марк Алмонд, Стів Вінн, Гордон Гано, Харіс Алексіу, Харіс і Панос Катсіміхас, Діонісіс Цакніс, Васіліс Казуліс, Нікос Портокалоглу, Васіліс Каррас, Дімітріс Мітропанос та ін. Він також взяв участь у багатьох фестивалях у Греції та за кордоном. Впродовж 2005–2006 років, співпрацюючи із Лаврентісом Махеріцасом та Діонісосом Цакнісом, гастролював містами Греції. Завершенням дворічного туру став концерт під назвою «25 років — Наш Рок». Влітку 2006 Філіппос взяв участь у фестивалі «Oneiro Electricis Nihtas», подорожуваючи по всій Греції із Манолісом Фамеллосом, ONAR (у складі Лефтеріс Пліацікас — рідний брат Філіппоса), Теодорісом Котакосом. Того самого року він дав концерт на сцені афінського Мегаро Мусікіс, як запрошені артисти також виступили Стафіс Дрогосіс, Евстафія, Лаврентіс Махеріцас, Васіліс Казуліс, Діонісіс Цакніс, Феодосія Цацу.
Навесні 2007 року Філіппос Пліацікас випустив один із найуспішніших альбомів у сольній кар'єри під назвою «Omnia». Альбом швидко здобув статус платинового. Відбулися кілька живих концертів, в тому числі на арені афінського Лікавіту у супроводі оркестру ERT. Їх відвідали понад 22 тис. фанатів. Взимку 2008 року він гастролював містами Греції та Кіпру з Васілісом Казулісом. Ці спільні виступи відвідали близько 100 тис. осіб.
2009 року Пляцікас випустив свій другий сольний альбом «Ballerinas Epitreponte», який представив у європейському турі в містах Лондон, Лестер, Дюссельдорф, Франкфурт, Штутгарт, Мюнхен, Брюссель, Амстердам, Нікосія та Лімассол. У тому ж році він почав свій літній тур на стадіоні Караїскакіса спільно із Шинейд О'Коннор і запрошеними зірками Maraveyal Illegal, Гордоном Гано та MC Yinka.
Наприкінці 2010 року відбувся реліз альбому «Tin Alitheia Na Po», який поширювався безкоштовно через мережу Інтернет — вперше у грецькій музичної індустрії. Альбом склали 15 треків. 2011 гурт Pyx Lax возз'єднався, відігравши серію концертів, що стало значною музичною подією року в Греції. Концерт на Олімпійському стадіоні в Афінах зібрав 80 тис. фанатів, а стадіон Кафтанзогліо в Салоніках — 50 тис. Тур Pyx Lax завершився трьома концертами в Америці (Нью-Йорк, Чикаго, Бостон) і концертом в Канаді (Торонто).
У березні 2012 Філіппос випустив черговий альбом під назвою «Prosoxi sto Keno». Пісня «Pou na pame» мала шалений успіх. Літній концертний тур розпочався 30 травня. Поряд з Пліацікасом виступала Елеонора Зуганелі. Взимку 2012–2013 рр. Філіппос Пліацікас виступав спільно із Нікосом Портокалоглу в афінському клубі GAZOO. Свою співпрацю музиканти продовжують і влітку 2013 року. Напрікінці вересня 2013 року компанія Feelgood Records оголосила про співробітництво з Пляцікасом . Філіппос Пліацікас у співпраці з Feelgood Records готує до випуску новий альбом "The Other Side Of Blue", до якого увійдуть нові пісні та концертні записи з великого шоу під назвою "The Other Side Of Greece" («Η Άλλη Πλευρά της Ελλάδας»), яке співак представить в Європі в найближчі місяці. Перший період цього туру буде проходити з жовтня по листопад 2013 року і включає в себе виступи у Великій Британії (Лондон), Франції (Париж), Голландії (Амстердам), Бельгії (Брюссель) та Німеччини (Дюссельдорф). Другий період туру запланований на 2014 рік, концерти відбудуться в Росії та Туреччині. Перша з нових пісень альбому почне транслюватися по радіо вже в жовтні, випереджаючи альбом (подвійний CD і DVD), який буде випущений на початку 2014 року. У цьому грандіозному турі виступи Філіппоса Пліацікаса будуть супроводжувати такі відомі грецькі виконавці як: Елеонора Зуганелі, Нікос Портокалоглу, Бабіс Стокас .

## Сольна дискографія
- 2002: Ena Vrohero Taxi
- 2005: Ti Den Emathe O Theos
- 2006: Taxidevontas Me Allon Iho
- 2007: Omnia
- 2009: Ballarines Epitreponte
- 2010: Tin Alitheia Na Po
- 2012: Prosoxi Sto Keno